# 長野県道158号傍陽菅平線
長野県道158号傍陽菅平線（ながのけんどう158ごう そえひすがだいらせん）は、長野県上田市真田町傍陽の長野県道35号長野真田線交点と同町大字長字菅平の国道406号交点を結ぶ一般県道。

## 概要

### 路線データ
- 起点：上田市真田町傍陽（長野県道35号長野真田線交点）
- 終点：上田市真田町大字長字菅平（国道406号交点）

## 接続・交差する道路
- 長野県道35号長野真田線（起点）
- 国道406号（終点）

## 周辺
- 上田市立傍陽小学校
- ホワイトダボススキー場